# Serie E.464 de FS

La serie E.464 o TRAXX P160 DCP son unas locomotoras eléctricas de potencia media diseñadas pertenecientes a la familia de las TRAXX de Bombardier y destinadas a servicios regionales en Italia. Son explotadas por Trenitalia, tratándose de una de las mayores adquisiciones recientes de material ferroviario de Europa.  

## Características
Originalmente construidas por ABB Tracción (posteriormente ADtranz, con la fusión a la alemana AEG) son ahora producidas por Bombardier en la factoría italiana de Vado Ligure. Fueron equipadas por primera vez en Italia de un sistema automático de acoplamiento, que permite rápidamente la creación de dos trenes completos. 
Tienen una sola cabina de conducción, hallándose en el otro extremo un sencillo banco de maniobras, que sólo se utiliza para detener el movimiento.

## Proyecto
Son el resultado de un largo proyecto iniciado por el Estado Italiano en los años 80 para la construcción de una nueva gama de locomotoras con estructura modular adaptable a diferentes perfiles de explotación.
El primer lote estuvo compuesto de 50 máquinas, el cual fue entregado entre 1999-2000. Tras el éxito y excelentes resultados obtenidos se hicieron nuevos pedidos de locomotoras, llegándose a encargar un total de 538 unidades, con una inversión total de casi mil millones de euros; unos 2,3 millones de euros por locomotora.

## Pintura
En la región de Lombardía diez unidades recibieron un esquema de pintura gris-blanco, encargado por TiLo, un conjunto italiano-suizo que maneja las conexiones ferroviarias entre el Cantón Ticino (Suiza) y la alta Lombardía. Para los nuevos servicios con coches Vivalto se llevó a cabo la construcción de 60 nuevas unidades con un esquema de pintura característico. Otras 6 locomotoras fueron compradas entre 2005 y 2006 por Ferrovie Emilia Romagna y actualmente son empleadas para remolcar coches Vivalto.